# Modeerska handelsgården

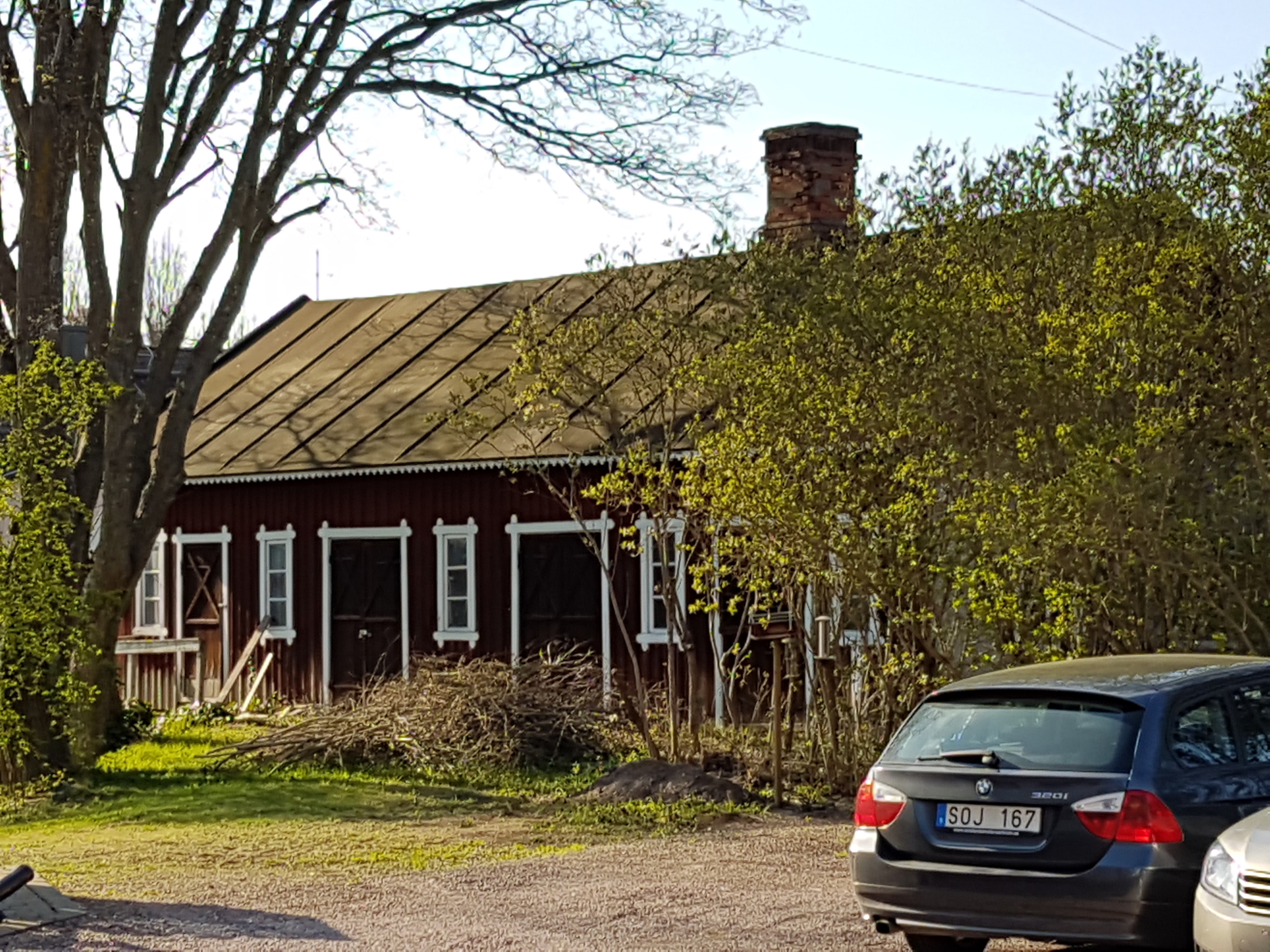
Modeerska handelsgården 2016.

Modeerska handelsgården är ett byggnadsminne som ligger på Storgatan i Mönsterås, Mönsterås kommun. Det är en handelsgård från perioden 1748-1778, och Mönsterås äldsta bevarade trähus. Det består av en huvudbyggnad med handelsbod, två bostadslägenheter och en brygghuslänga.